# Solco temporale superiore
Il solco temporale superiore è un'incisura o solco cerebrale che separa la circonvoluzione temporale superiore dalla circonvoluzione temporale media nel lobo temporale del cervello. Il solco temporale superiore rappresenta il primo solco inferiore alla fessura laterale.
Sembra che quest'area cerebrale sia coinvolta nella percezione di oggetti che altri soggetti ammirano (attenzione congiunta). È quindi un'area importante per determinare dove vengono indirizzate le emozioni altrui. È anche coinvolta nella percezione del movimento biologico. 
Il solco temporale superiore si attiva anche quando vengono percepite le voci umane, ovvero si tratta di un'area di grande importanza per la funzione comune che svolge nella percezione sociale e nel discorso.
Tale area è verosimilmente alterata in individui che soffrono di autismo.